# Mithrax
Mithrax is een geslacht van kreeftachtigen uit de klasse van de Malacostraca (hogere kreeftachtigen).

## Soorten
- Mithrax (Schizophrys) triangularis
- Mithrax aculeatus (Herbst, 1790)
- Mithrax armatus Saussure, 1853
- Mithrax bellii Gerstaecker, 1856
- Mithrax besnardi Melo, 1990
- Mithrax braziliensis Rathbun, 1892
- Mithrax caboverdianus Türkay, 1986
- Mithrax clarionensis Garth, 1940
- Mithrax hemphilli Rathbun, 1892
- Mithrax leucomelas Desbonne, in Desbonne & Schramm, 1867
- Mithrax tuberculatus Stimpson, 1860

### Nomen nudum
- Mithrax dicotomus E. Desmarest, 1858

### Geplaatst in ander geslacht of gesynonimiseerd
- Mithrax (Mithraculus) cancasensis Türkay, 1967 -> Mithraculus cancasensis (Türkay, 1967)
- Mithrax (Mithraculus) commensalis Manning, 1970 -> Mithraculus cinctimanus Stimpson, 1860
- Mithrax (Mithrax) mexicanus Glassell, 1936 -> Nemausa spinipes (Bell, 1836)
- Mithrax (Mithrax) rostratus Bell, 1836 -> Mithraculus rostratus (Bell, 1836)
- Mithrax (Mithrax) sonorensis Glassell, 1933 -> Herbstia camptacantha (Stimpson, 1871)
- Mithrax acuticornis Stimpson, 1871 -> Nemausa acuticornis (Stimpson, 1871)
- Mithrax affinis Brito Capello, 1871 -> Schizophrys aspera (H. Milne Edwards, 1834)
- Mithrax affinis Desbonne in Desbonne & Schramm, 1867 -> Mithraculus cinctimanus Stimpson, 1860
- Mithrax areolatus Lockington, 1877 -> Mithraculus denticulatus (Bell, 1836)
- Mithrax aspera H. Milne Edwards, 1834 -> Schizophrys aspera (H. Milne Edwards, 1834)
- Mithrax bahamensis Rathbun, 1892 -> Nonala holderi (Stimpson, 1871)
- Mithrax berbsti Risso, 1827 -> Herbstia condyliata (Fabricius, 1787)
- Mithrax carribbaeus Rathbun, 1920 -> Mithrax hispidus (Herbst, 1790) -> Damithrax hispidus (Herbst, 1790)
- Mithrax cornuta Saussure, 1857 -> Nemausa cornuta (Saussure, 1857)
- Mithrax denticulatus Bell, 1836 -> Mithraculus denticulatus(Bell, 1836)
- Mithrax depressus A. Milne-Edwards, 1875 -> Mithrax hispidus (Herbst, 1790) -> Damithrax hispidus (Herbst, 1790)
- Mithrax dichotomus Latreille, 1831 -> Schizophrys dichotomus (Latreille, 1831)
- Mithrax hispidus (Herbst, 1790) -> Damithrax hispidus (Herbst, 1790)
- Mithrax holderi Stimpson, 1871 -> Nonala holderi (Stimpson, 1871)
- Mithrax humphreyi H. G. Jones, 1969 -> Teleophrys ruber (Stimpson, 1871)
- Mithrax laevimanus Desbonne in Desbonne & Schramm, 1867 -> Mithrax hispidus (Herbst, 1790) -> Damithrax hispidus (Herbst, 1790)
- Mithrax minutus Saussure, 1858 -> Mithraculus sculptus (Lamarck, 1818)
- Mithrax nodosus Bell, 1836 -> Mithraculus nodosus (Bell, 1836)
- Mithrax pilosus Rathbun, 1892 -> Mithrax aculeatus (Herbst, 1790)
- Mithrax pleuracanthus Stimpson, 1871 -> Damithrax pleuracanthus (Stimpson, 1871)
- Mithrax plumosus Rathbun, 1901 -> Mithrax aculeatus (Herbst, 1790)
- Mithrax pygmaeus Bell, 1836 -> Petramithrax pygmaeus (Bell, 1836)
- Mithrax quadridentatus MacLeay, 1838 -> Schizophrys aspera (H. Milne Edwards, 1834)
- Mithrax scaber Costa, 1840 -> Herbstia condyliata (Fabricius, 1787)
- Mithrax sinensis Rathbun, 1892 -> Nemausa sinensis (Rathbun, 1892)
- Mithrax spinifrons A. Milne-Edwards, 1867 -> Schizophrys aspera (H. Milne Edwards, 1834)
- Mithrax spinosissimus (Lamarck, 1818) -> Damithrax spinosissimus (Lamarck, 1818)
- Mithrax tortugae Rathbun, 1920 -> Damithrax tortugae (Rathbun, 1920)
- Mithrax triangularis Kossmann, 1877 -> Schizophrys aspera (H. Milne Edwards, 1834)
- Mithrax trispinosus Kingsley, 1879 -> Mithrax aculeatus (Herbst, 1790)
- Mithrax verrucosus H. Milne Edwards, 1832 -> Mithrax aculeatus (Herbst, 1790)